# Agrotis atrux
Agrotis atrux là một loài bướm đêm trong họ Noctuidae.